# Chimarra derogata
Chimarra derogata là một loài Trichoptera trong họ Philopotamidae. Chúng phân bố ở miền Australasia.